# The Walt Disney Christmas Show
The Walt Disney Christmas Show est une émission de télévision spéciale de Walt Disney Productions diffusée le jour de Noël 1951.

## Fiche technique
- Titre : The Walt Disney Christmas Show
- Date de diffusion : 25 décembre 1951
- Durée : 60 min
- Public : Tout public
- Chaine :
- Société de production : Walt Disney Productions

## Distribution
- Walt Disney : Présentateur
- Don Barclay : Dr. Miller / Santa Claus
- Kathryn Beaumont : Coprésentateur, Wendy Darling
- Hans Conried : Voix du Miroir Magique
- Bobby Driscoll : Peter Pan
- Paul Collins : Jean Darling
- Tommy Luske : Michel Darling
- Bill Thompson : Willoughby

## Commentaires
Cette émission est la seconde production de la société Walt Disney pour la télévision après One Hour in Wonderland (1950). Elle a été produite pour un budget, alors record, de 250 000 USD Ces deux émissions préfigurent la série d'émissions Disneyland/Le Monde merveilleux de Disney. À l'instar de One Hour in Wonderland qui a servi à promouvoir Alice au pays des merveilles  (1951), The Walt Disney Christmas Show a permis la promotion de  Peter Pan et à la ressortie de Blanche-Neige et les Sept Nains (1937).
Il n'y aura pas d'émission spéciale sur CBS avant avril 1980 avec la diffusion d'une émission pour les 25 ans de Disneyland.